# Zoológico de Dusit
El Zoológico de Dusit (en tailandés: สวนสัตว์ดุสิต) se encuentra en el parque Khao Din y es un jardín zoológico de la ciudad de Bangkok, en Tailandia. Situado en el distrito Dusit, junto a la Casa del Parlamento y el Palacio de Dusit, es el zoológico más antiguo del país, que recibe cerca de 2,5 millones de visitantes al año.

## Historia
Construido como jardín botánico privado del rey Chulalongkorn (Rama V), después de la muerte del monarca el lugar fue desatendido por años. El 18 de marzo de 1938 la regencia del rey Rama VIII aceptó la petición del Gobierno Revolucionario liderado por Jomphol Por Phibulsongkram para convertir el jardín en un zoológico y fueron trasladadas especies domésticas junto a otros animales traídos del exterior, entre ellos la descendencia de un ciervo moteado que el propio Rama V adquirió en la isla de Java.
La ciudad de Bangkok gestionó el zoológico hasta 1954, cuando pasó a manos de la Organización Parque Zoológico, bajo la órbita de la corona tailandesa, también a cargo de los zoológicos de Chiang Mai, Khao Kheow, Songkhla y Nakhon Ratchasima.

## Animales

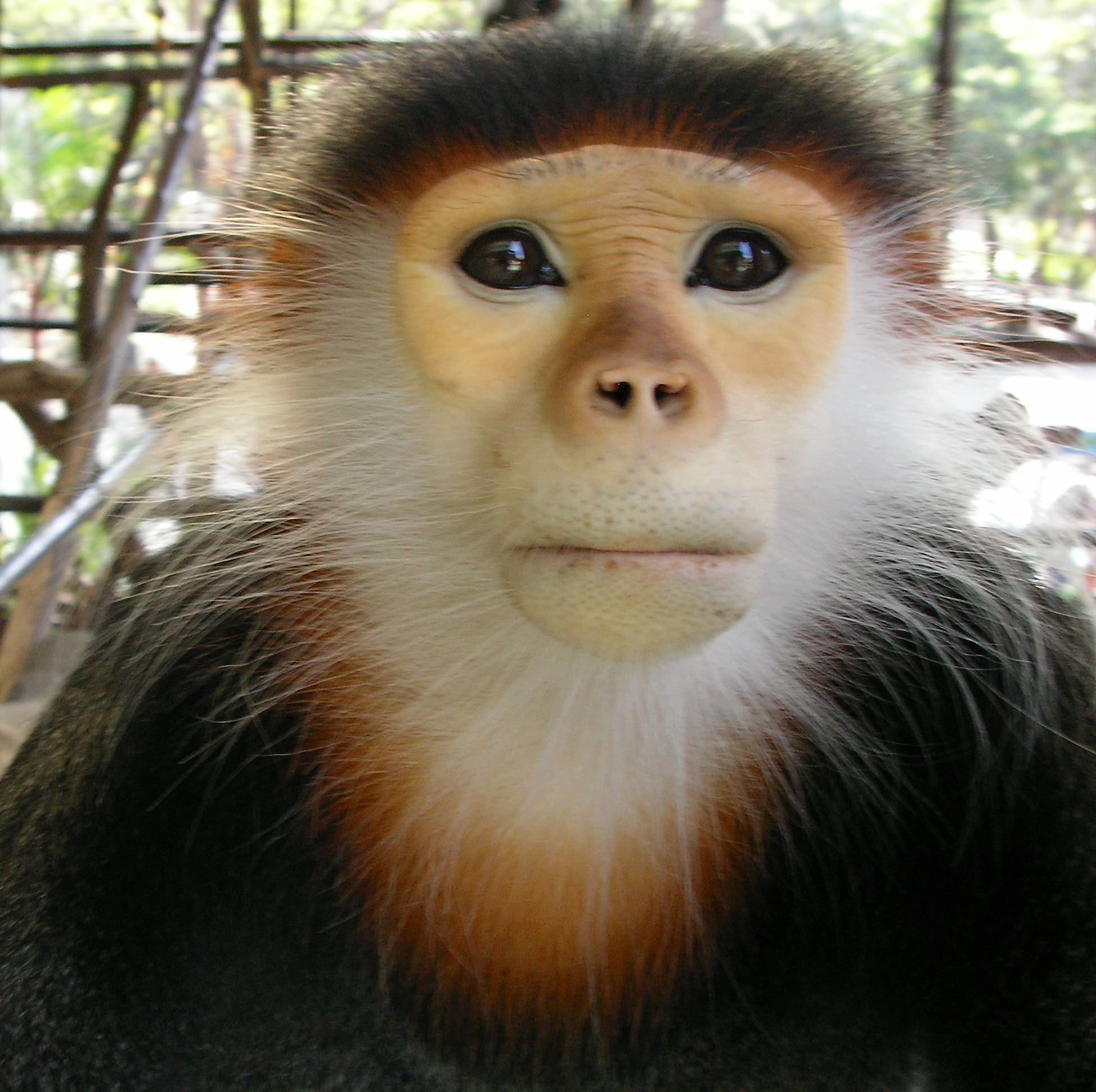
Langur jaspeado.

El zoológico cuenta con unos 1.600 ejemplares, entre ellos cerca de 300 mamíferos, 200 reptiles y 800 aves. Entre otros, hay varanos, hipopótamos, tigres (incluyendo el tigre de Bengala), leopardos, monos (como el gibón, el langur jaspeado, el tití y el surili de bandas), tapires malayos, uómbat común, gaviales malayos, razas miniatura de caballos, loris de Sonda, pitones de cola corta y cuervos picudos y pelícanos orientales en libertad que anidan en los árboles, así como un hábitat de elefantes, una plataforma para alimentar a las jirafas y las cebras, un aviario y una sala de reptiles.
Entre las especies poco habituales en el Sudeste Asiático hay pingüinos, camellos, ualabíes, canguros y lobos marinos.
El más representativo de los animales del zoológico es un ciervo albino del género muntiacus, el único conocido en el mundo, donado por la reina Sirikit en junio de 2002 y que lleva por nombre Phet (Diamante).

## Servicios

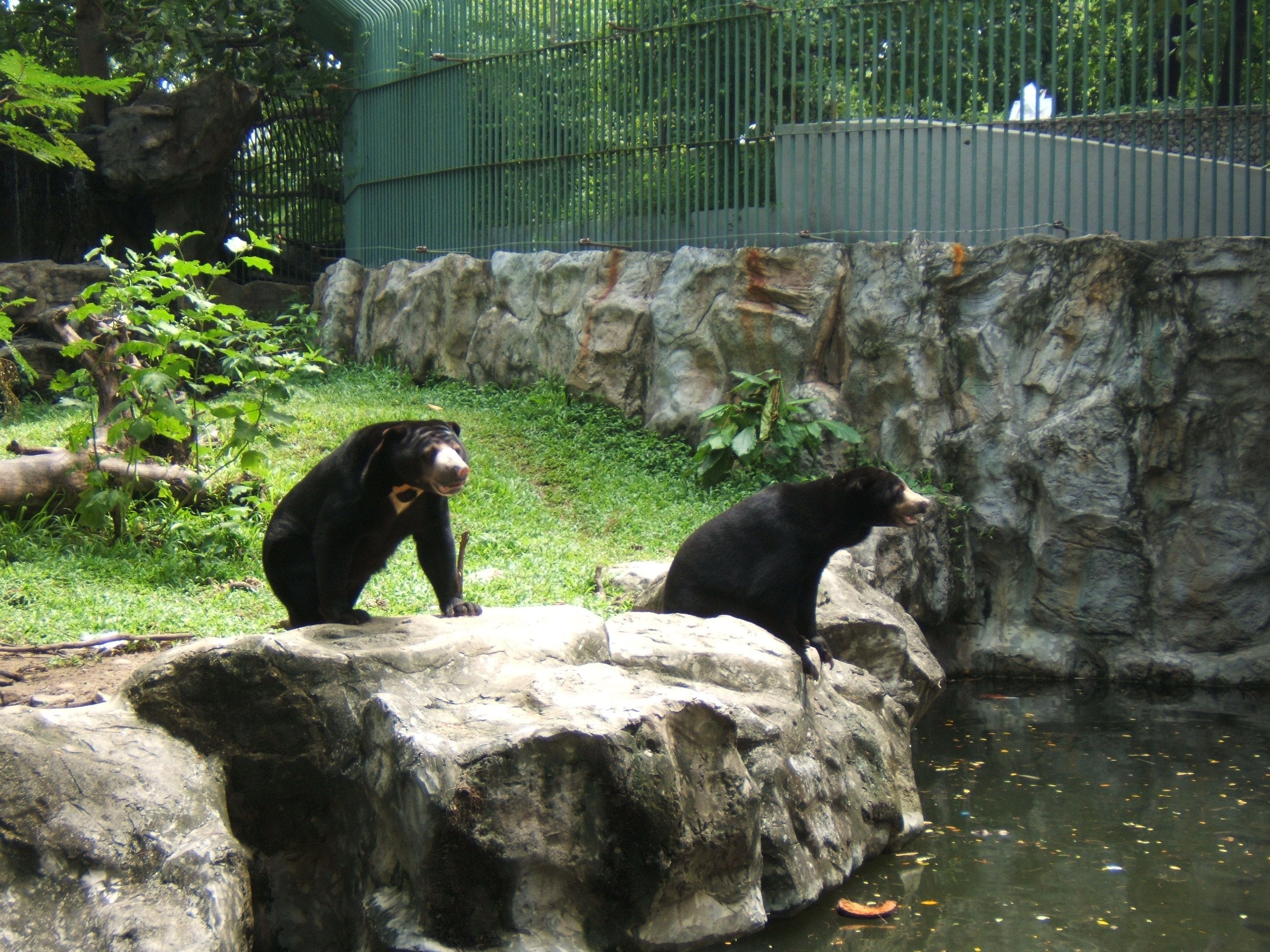
Osos malayos en el zoológico de Dusit.

El zoológico cuenta con un hospital animal, el museo del zoo y centro educacional, y espacios para espectáculos de animales amaestrados (como elefantes y focas). También hay actividades infantiles, un tren gratuito que recorre el parque y servicios de lanchas para navegar en el lago interno (que rodea "La isla de las aves"), un patio de comidas y un local de venta de recuerdos, así como "La casa nocturna" (un hábitat para las especies de hábitos nocturnos) y un espacio reservado para los reptiles.

## Horarios
El zoológico de Dusit se encuentra abierto todos los días del año, de 8 a 18.

## Transporte
Llegan hasta los alrededores del zoológico las líneas de ómnibus 18, 28, 108, 528, 515, 539 y 542. Para llegar con el métro aéreo (BTS Skytrain) hay que tomar la línea Sukhumvit hasta la estación Victory Monument (N3) y tomar un ómnibus o cualquier transporte público hasta el zoológico.

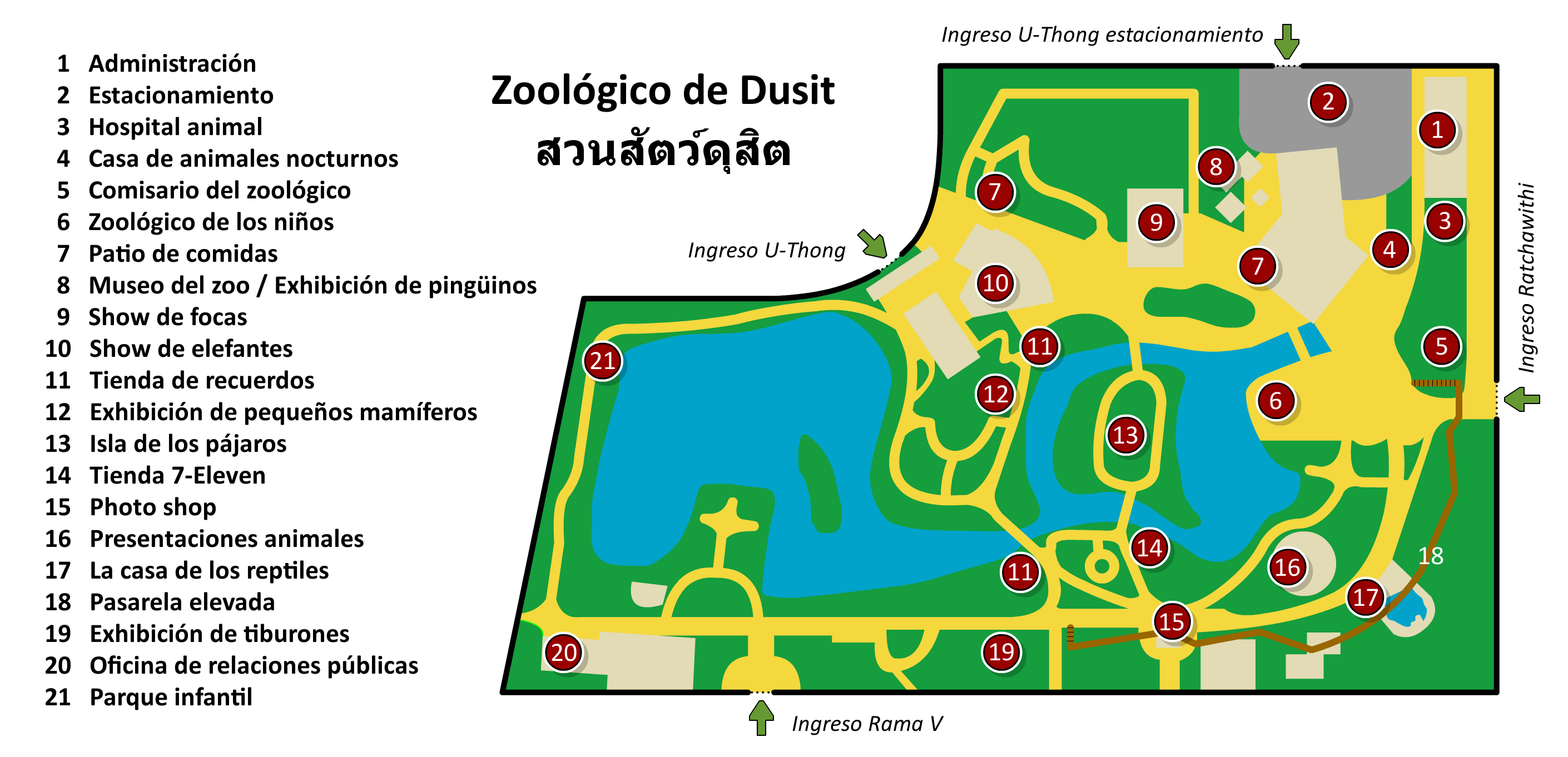
Plano del zoológico.